# Municipio de Conchillas
El municipio de Conchillas es uno de los municipios del departamento de Colonia, Uruguay. Su sede es la localidad homónima.

## Ubicación
El municipio se encuentra localizado en la zona oeste del departamento de Colonia.

## Características
El municipio fue creado por decreto 015/2022 del 12 de mayo de 2022 de la Junta departamental de Colonia. El mismo establece la creación del municipio, siendo su delimitación territorial la prevista en la circunscripción electoral de la serie NGC.

## Autoridades
La autoridad del municipio es el Concejo Municipal, compuesto por el Alcalde y cuatro Concejales.
Las primeras autoridades serán electas en 2025.